# Стойстаун (Пенсільванія)
Стойстаун (англ. Stoystown) — місто (англ. borough) в США, в окрузі Сомерсет штату Пенсільванія. Населення — 300 осіб (2020).

## Географія
Стойстаун розташований за координатами 40°6′12″ пн. ш. 78°57′16″ зх. д. / 40.10333° пн. ш. 78.95444° зх. д. (40.103215, -78.954558).  За даними Бюро перепису населення США в 2010 році місто мало площу 0,49 км², уся площа — суходіл.

### Клімат
Громада знаходиться у зоні, котра характеризується морським кліматом. Найтепліший місяць — липень із середньою температурою 19.7 °C (67.5 °F). Найхолодніший місяць — січень, із середньою температурою -4.2 °С (24.5 °F).
| Клімат Стойстауна       | Клімат Стойстауна | Клімат Стойстауна | Клімат Стойстауна | Клімат Стойстауна | Клімат Стойстауна | Клімат Стойстауна | Клімат Стойстауна | Клімат Стойстауна | Клімат Стойстауна | Клімат Стойстауна | Клімат Стойстауна | Клімат Стойстауна | Клімат Стойстауна |
| Показник                | Січ.              | Лют.              | Бер.              | Квіт.             | Трав.             | Черв.             | Лип.              | Серп.             | Вер.              | Жовт.             | Лист.             | Груд.             | Рік               |
| Абсолютний максимум, °C | 20                | 19                | 27                | 31                | 30                | 33                | 36                | 33                | 33                | 26                | 24                | 22                | 36                |
| Середній максимум, °C   | 1,3               | 3,5               | 8,2               | 15,1              | 19,9              | 24,4              | 26,3              | 25,3              | 21,9              | 15,6              | 9,5               | 3,3               | 14,6              |
| Середня температура, °C | −4,2              | −2,4              | 1,9               | 8,3               | 13,2              | 17,6              | 19,7              | 18,6              | 15,3              | 9,1               | 3,7               | −2                | 8,3               |
| Середній мінімум, °C    | −9,6              | −8,3              | −4,4              | 1,6               | 6,4               | 10,9              | 13,1              | 11,9              | 8,8               | 2,5               | −2,1              | −7,3              | 2                 |
| Абсолютний мінімум, °C  | −30               | −25               | −22               | −12               | −5                | −2                | 1                 | 0                 | −3                | −11               | −17               | −26               | −30               |
| Норма опадів, мм        | 84                | 77                | 99                | 88                | 95                | 98                | 94                | 92                | 98                | 66                | 81                | 79                | 1051              |
| Днів з опадами          | 15                | 13                | 14                | 13                | 13                | 12                | 12                | 11                | 10                | 10                | 14                | 16                | 153               |
| ----------------------- | ----------------- | ----------------- | ----------------- | ----------------- | ----------------- | ----------------- | ----------------- | ----------------- | ----------------- | ----------------- | ----------------- | ----------------- | ----------------- |
| Джерело: Weatherbase    |                   |                   |                   |                   |                   |                   |                   |                   |                   |                   |                   |                   |                   |

## Демографія
Згідно з переписом 2010 року, у селищі мешкало 355 осіб у 168 домогосподарствах у складі 99 родин. Густота населення становила 721 особа/км².  Було 183 помешкання (372/км²).
Расовий склад населення:
| - 99,7 % — білих |

До двох чи більше рас належало 0,3 %. Частка іспаномовних становила 0,0 % від усіх жителів.
За віковим діапазоном населення розподілялося таким чином: 14,6 % — особи молодші 18 років, 59,5 % — особи у віці 18—64 років, 25,9 % — особи у віці 65 років та старші. Медіана віку мешканця становила 50,2 року. На 100 осіб жіночої статі у селищі припадало 82,1 чоловіків;  на 100 жінок у віці від 18 років та старших — 87,0 чоловіків також старших 18 років.
Середній дохід на одне домашнє господарство  становив 54 480 доларів США (медіана — 42 083), а середній дохід на одну сім'ю — 79 290 доларів (медіана — 66 250). Медіана доходів становила 48 500 доларів для чоловіків та 36 042 долари для жінок. За межею бідності перебувало 3,5 % осіб, у тому числі 0,0 % дітей у віці до 18 років та 8,4 % осіб у віці 65 років та старших.
Цивільне працевлаштоване населення становило 142 особи. Основні галузі зайнятості: освіта, охорона здоров'я та соціальна допомога — 27,5 %, роздрібна торгівля — 12,7 %, будівництво — 9,9 %, транспорт — 8,5 %.